# Carlos Santana/Auszeichnungen für Musikverkäufe

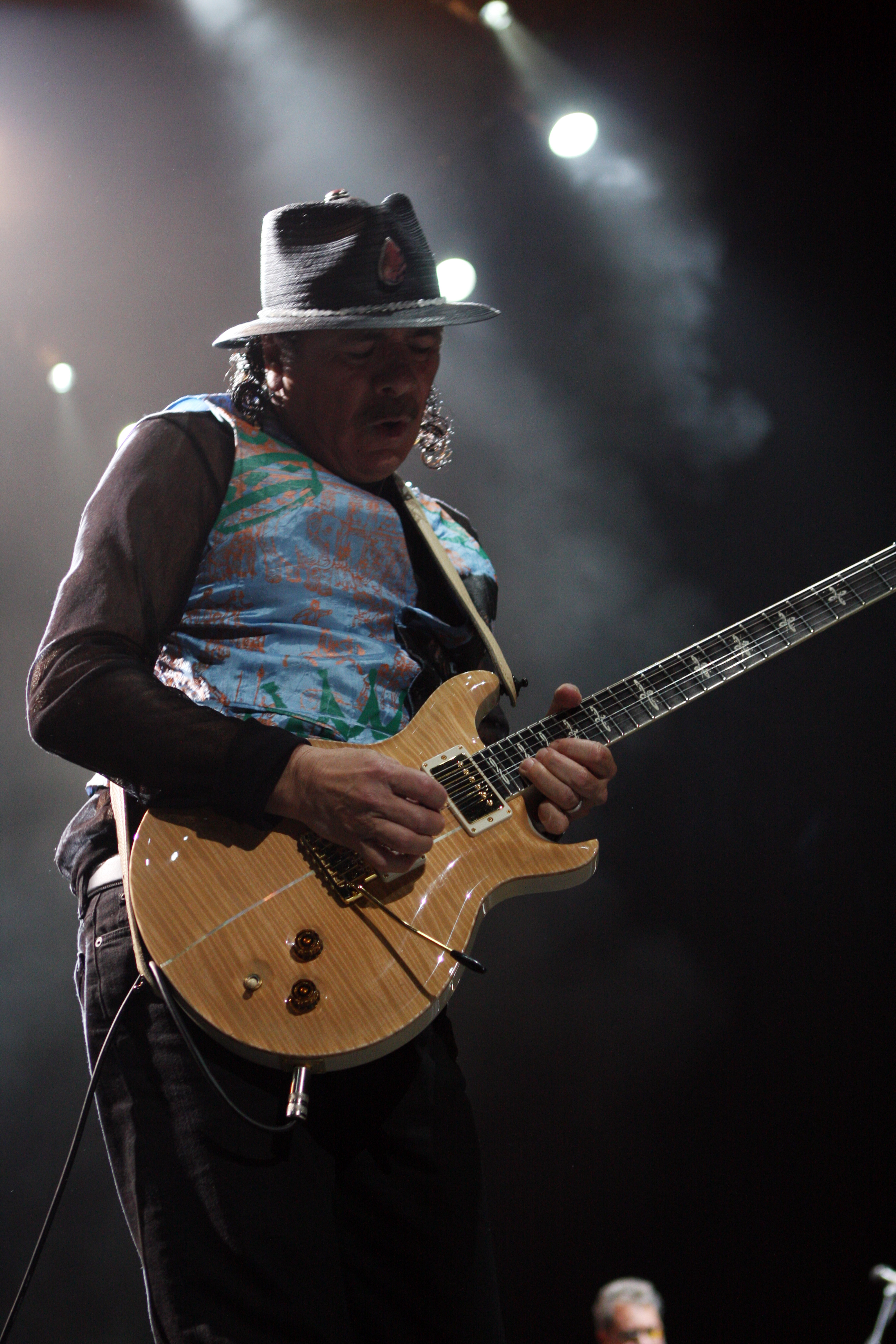
Carlos Santana (2011)

Dies ist eine Übersicht über die Auszeichnungen für Musikverkäufe des US-amerikanischen Rock-Musikers und Gitarristen mexikanischer Herkunft Carlos Santana sowie dessen Band Santana. Die Auszeichnungen finden sich nach ihrer Art (Gold, Platin usw.), nach Staaten getrennt in chronologischer Reihenfolge, geordnet sowie nach den Tonträgern selbst, ebenfalls in chronologischer Reihenfolge, getrennt nach Medium (Alben, Singles usw.), wieder.

## Auszeichnungen
| - Vereinigtes Königreich - 1974: für das Album Borboletta - 1976: für das Album Amigos - 1976: für das Album Welcome - 1977: für das Album Festival - 1979: für das Album Marathon - 2019: für das Album The Very Best Of - 2023: für die Single Black Magic Woman - Argentinien - 1993: für das Album Sacred Fire: Live in South America - 2003: für das Album Shaman - Australien - 2003: für die Single The Game of Love - 2007: für die Single Into the Night - 2010: für das Album Guitar Heaven – The Greatest Guitar Classics of All Time - Belgien - 2002: für das Album Shaman - 2007: für das Album Ultimate Santana - Dänemark - 2023: für die Single Maria Maria - Deutschland - 19??: für das Album Abraxas - 1979: für das Album Moonflower - 2023: für das Album Ultimate Santana - Finnland - 1998: für das Album Ultimate Collection - 2003: für das Album Shaman - Frankreich - 1978: für das Album Festival - 1978: für das Album Caravanserai - 1979: für das Album Inner Secrets - 1980: für das Album Marathon - 1981: für das Album Zebop! - 1985: für das Album 25 Hits - 2010: für das Album Guitar Heaven – The Greatest Guitar Classics of All Time - Griechenland - 2000: für das Album Supernatural - 2003: für das Album Shaman - Hongkong - 1979: für das Album Moonflower - Italien - 2012: für das Album Guitar Heaven – The Greatest Guitar Classics of All Time - 2018: für das Album Supernatural - 2023: für die Single Maria Maria - Japan - 2002: für das Album Shaman - 2005: für das Album All That I Am - Kanada - 1976: für das Album Amigos - 1979: für das Album Caravanserai - 1979: für das Album Welcome - 1979: für das Album Inner Secrets - 2011: für das Boxset Blues at Montreux - 2012: für das Videoalbum Hymns For Peace - Mexiko - 2002: für das Album Shaman - 2010: für das Album Guitar Heaven – The Greatest Guitar Classics of All Time - 2014: für das Album Corazón - Neuseeland - 1979: für das Album Inner Secrets - 2010: für das Album Guitar Heaven – The Greatest Guitar Classics of All Time - 2024: für die Single Into the Night - 2024: für die Single The Game of Love - Niederlande - 1995: für das Album Definitive Collection - 2000: für die Single Maria Maria - 2002: für das Album Shaman - Norwegen - 1997: für das Album Summer Dreams – The Best Ballads of Santana - 2002: für das Album Shaman - Österreich - 2005: für das Album All That I Am - 2017: für die Autorenbeteiligung Wild Thoughts (DJ Khaled) - Polen - 2003: für das Videoalbum Supernatural Live - 2008: für das Album Ultimate Santana - Portugal - 2004: für das Videoalbum Supernatural Live - Russland - 2005: für das Album All That I Am - 2007: für das Album Ultimate Santana - Schweden - 2000: für die Single Maria Maria - 2002: für das Album Shaman - Schweiz - 2004: für das Album Ultimate Collection - 2005: für das Album All That I Am - Spanien - 1997: für das Album Ultimate Collection - 2024: für die Single Corazón espinado - Ungarn - 2000: für das Album Supernatural - 2002: für das Album Shaman - 2005: für das Album All That I Am - 2010: für das Album Guitar Heaven – The Greatest Guitar Classics of All Time - Vereinigte Staaten - 1973: für das Album Love Devotion Surrender - 1973: für das Album Welcome - 1976: für das Album Amigos - 1977: für das Album Festival - 1978: für das Album Inner Secrets - 1989: für das Album Borboletta - 1990: für das Videoalbum Viva Santana! - 1994: für das Album Marathon - 1997: für das Album Viva Santana! - 2000: für das Album Shangó - 2003: für die Videosingle Nothing at All - 2005: für das Album The Essential Santana - 2006: für das Album All That I Am - 2006: für die Single Smooth (Digital) - 2008: für das Boxset Blues at Montreux - 2010: für das Album Ultimate Santana - 2015: für das Videoalbum Greatest Hits – Live at Montreux 2011 - 2019: für die Single Son’s Gonna Rise - Vereinigtes Königreich - 1976: für das Album Santana’s Greatest Hits - 1977: für das Album Moonflower - 1979: für das Album Inner Secrets - 1984: für das Album Abraxas - 1986: für das Album Viva! Santana – The Very Best - 2000: für das Album Ultimate Collection - 2002: für das Album Shaman - 2013: für das Album Black Magic Woman: Best of Santana - 2013: für das Album The Best of Santana (1991) - 2019: für das Album Ultimate Santana | - Frankreich - 1995: für das Album Viva! Santana – The Very Best - 1995: für das Album Amigos - 2001: für das Album Ultimate Collection - 2002: für das Album Shaman - Argentinien - 2003: für das Videoalbum Sacred Fire - Australien - 2003: für das Album Shaman - Belgien - 2000: für die Single Maria Maria - 2017: für die Autorenbeteiligung Wild Thoughts (DJ Khaled) - Brasilien - 2000: für das Album Supernatural - 2002: für das Album Shaman - Deutschland - 1977: für das Album Santana’s Greatest Hits - 2000: für die Single Maria Maria - 2002: für das Album Shaman - Europa - 2002: für das Album Shaman - Finnland - 2000: für das Album Supernatural - Frankreich - 1992: für das Album Moonflower - 1995: für das Album Santana’s Greatest Hits - 1995: für das Album Abraxas - 2000: für die Single Maria Maria - Japan - 2000: für das Album Supernatural - Kanada - 1976: für das Album Santana’s Greatest Hits - Neuseeland - 1978: für das Album Moonflower - 2000: für das Album The Best of Santana (1991) - 2003: für das Album Shaman - 2005: für das Album All That I Am - 2024: für die Single Black Magic Woman - Niederlande - 1978: für das Album Moonflower - 2000: für das Album Ultimate Collection - Österreich - 2002: für das Album Shaman - Polen - 2000: für das Album Supernatural - 2004: für das Album Shaman - 2010: für das Album Guitar Heaven – The Greatest Guitar Classics of All Time - Portugal - 2010: für das Album Guitar Heaven – The Greatest Guitar Classics of All Time - Schweden - 2000: für das Album Supernatural - Schweiz - 2000: für die Single Maria Maria - 2017: für die Autorenbeteiligung Wild Thoughts (DJ Khaled) - Spanien - 2002: für das Album Shaman - 2017: für die Autorenbeteiligung Wild Thoughts (DJ Khaled) - 2024: für das Lied Necio - Ungarn - 2008: für das Album Ultimate Santana - Vereinigte Staaten - 1986: für das Album Caravanserai - 1986: für das Album Carlos Santana & Buddy Miles! Live! - 1999: für das Album Zebop! - 1999: für die Single Smooth (Physisch) - 2000: für die Single Maria Maria - 2000: für das Album The Best of Santana (1998) - 2002: für das Videoalbum Sacred Fire - 2006: für das Videoalbum A & E Live by Request - 2008: für die Single Into the Night - 2022: für die Single Smooth - Vereinigtes Königreich - 2023: für die Single Maria Maria | - Deutschland - 2023: für die Autorenbeteiligung Wild Thoughts (DJ Khaled) - Mexiko - 2019: für die Autorenbeteiligung Wild Thoughts (DJ Khaled) - Argentinien - 1999: für das Album Supernatural - Australien - 2000: für die Single Smooth - 2010: für das Album Ultimate Santana - 2010: für das Videoalbum A & E Live by Request - Belgien - 2000: für das Album Supernatural - Dänemark - 2022: für die Autorenbeteiligung Wild Thoughts (DJ Khaled) - Deutschland - 2000: für das Album Supernatural - Frankreich - 2001: für das Videoalbum Supernatural Live - 2001: für das Album Supernatural - Italien - 2018: für die Autorenbeteiligung Wild Thoughts (DJ Khaled) - Mexiko - 2000: für das Album Supernatural - Neuseeland - 2020: für das Album Ultimate Santana - 2024: für die Single Maria Maria - 2024: für die Single Smooth - Niederlande - 2000: für das Album Supernatural - Österreich - 2000: für das Album Supernatural - Portugal - 2022: für die Autorenbeteiligung Wild Thoughts (DJ Khaled) - Schweiz - 2002: für das Album Shaman - Vereinigte Staaten - 1986: für das Album Santana - 1986: für das Album Santana III - 1997: für das Album Moonflower - 2002: für das Album Shaman - 2014: für das Album Corazón - Kanada - 1978: für das Album Abraxas - Polen - 2021: für die Autorenbeteiligung Wild Thoughts (DJ Khaled) - Schweden - 2017: für die Autorenbeteiligung Wild Thoughts (DJ Khaled) - Spanien - 2000: für das Album Supernatural - Vereinigte Staaten - 2003: für das Videoalbum Supernatural Live - 2017: für das Lied Necio (Latin) - Vereinigtes Königreich - 2013: für das Album Supernatural - 2022: für die Autorenbeteiligung Wild Thoughts (DJ Khaled) - Australien - 2000: für das Album Supernatural - Neuseeland - 2000: für das Album Supernatural - Schweiz - 2000: für das Album Supernatural - Kanada - 2019: für die Autorenbeteiligung Wild Thoughts (DJ Khaled) - Neuseeland - 2024: für die Autorenbeteiligung Wild Thoughts (DJ Khaled) - Vereinigte Staaten - 2000: für das Album Abraxas - Australien - 2007: für das Videoalbum Supernatural Live - Europa - 2001: für das Album Supernatural - Vereinigte Staaten - 2021: für die Autorenbeteiligung Wild Thoughts (DJ Khaled) - Australien - 2022: für die Autorenbeteiligung Wild Thoughts (DJ Khaled) - Vereinigte Staaten - 2000: für das Album Santana’s Greatest Hits - Vereinigte Staaten - 2003: für das Album Supernatural - Brasilien - 2020: für die Autorenbeteiligung Wild Thoughts (DJ Khaled) - Frankreich - 2017: für die Autorenbeteiligung Wild Thoughts (DJ Khaled) - Kanada - 2000: für das Album Supernatural |

## Auszeichnungen nach Alben

### Santana
| Land/Region               | Auszeichnungen für Musikverkäufe (Land/Region, Auszeichnung, Verkäufe) | Verkäufe  |
| ------------------------- | ---------------------------------------------------------------------- | --------- |
| Vereinigte Staaten (RIAA) | 2× Platin                                                              | 2.000.000 |
| Insgesamt                 | 2× Platin ·                                                            | 2.000.000 |

### Abraxas
| Land/Region                  | Auszeichnungen für Musikverkäufe (Land/Region, Auszeichnung, Verkäufe) | Verkäufe  |
| ---------------------------- | ---------------------------------------------------------------------- | --------- |
| Deutschland (BVMI)           | Gold                                                                   | 250.000   |
| Frankreich (SNEP)            | Platin                                                                 | 300.000   |
| Kanada (MC)                  | 3× Platin                                                              | 300.000   |
| Vereinigte Staaten (RIAA)    | 5× Platin                                                              | 5.000.000 |
| Vereinigtes Königreich (BPI) | Gold                                                                   | 100.000   |
| Insgesamt                    | 2× Gold · 9× Platin ·                                                  | 5.950.000 |

### Santana III
| Land/Region               | Auszeichnungen für Musikverkäufe (Land/Region, Auszeichnung, Verkäufe) | Verkäufe  |
| ------------------------- | ---------------------------------------------------------------------- | --------- |
| Vereinigte Staaten (RIAA) | 2× Platin                                                              | 2.000.000 |
| Insgesamt                 | 2× Platin ·                                                            | 2.000.000 |

### Carlos Santana & Buddy Miles! Live!
| Land/Region               | Auszeichnungen für Musikverkäufe (Land/Region, Auszeichnung, Verkäufe) | Verkäufe  |
| ------------------------- | ---------------------------------------------------------------------- | --------- |
| Vereinigte Staaten (RIAA) | Platin                                                                 | 1.000.000 |
| Insgesamt                 | 1× Platin ·                                                            | 1.000.000 |

### Caravanserai
| Land/Region               | Auszeichnungen für Musikverkäufe (Land/Region, Auszeichnung, Verkäufe) | Verkäufe  |
| ------------------------- | ---------------------------------------------------------------------- | --------- |
| Frankreich (SNEP)         | Gold                                                                   | 100.000   |
| Kanada (MC)               | Gold                                                                   | 50.000    |
| Vereinigte Staaten (RIAA) | Platin                                                                 | 1.000.000 |
| Insgesamt                 | 2× Gold · 1× Platin ·                                                  | 1.150.000 |

### Love Devotion Surrender
| Land/Region               | Auszeichnungen für Musikverkäufe (Land/Region, Auszeichnung, Verkäufe) | Verkäufe |
| ------------------------- | ---------------------------------------------------------------------- | -------- |
| Vereinigte Staaten (RIAA) | Gold                                                                   | 500.000  |
| Insgesamt                 | 1× Gold ·                                                              | 500.000  |

### Welcome
| Land/Region                  | Auszeichnungen für Musikverkäufe (Land/Region, Auszeichnung, Verkäufe) | Verkäufe |
| ---------------------------- | ---------------------------------------------------------------------- | -------- |
| Kanada (MC)                  | Gold                                                                   | 50.000   |
| Vereinigte Staaten (RIAA)    | Gold                                                                   | 500.000  |
| Vereinigtes Königreich (BPI) | Silber                                                                 | 80.000   |
| Insgesamt                    | 1× Silber · 2× Gold ·                                                  | 630.000  |

### Santana’s Greatest Hits
| Land/Region                  | Auszeichnungen für Musikverkäufe (Land/Region, Auszeichnung, Verkäufe) | Verkäufe  |
| ---------------------------- | ---------------------------------------------------------------------- | --------- |
| Deutschland (BVMI)           | Platin                                                                 | 500.000   |
| Frankreich (SNEP)            | Platin                                                                 | 300.000   |
| Kanada (MC)                  | Platin                                                                 | 100.000   |
| Vereinigte Staaten (RIAA)    | 7× Platin                                                              | 7.000.000 |
| Vereinigtes Königreich (BPI) | Gold                                                                   | 200.000   |
| Insgesamt                    | 1× Gold · 10× Platin ·                                                 | 8.100.000 |

### Borboletta
| Land/Region                  | Auszeichnungen für Musikverkäufe (Land/Region, Auszeichnung, Verkäufe) | Verkäufe |
| ---------------------------- | ---------------------------------------------------------------------- | -------- |
| Vereinigte Staaten (RIAA)    | Gold                                                                   | 500.000  |
| Vereinigtes Königreich (BPI) | Silber                                                                 | 75.000   |
| Insgesamt                    | 1× Silber · 1× Gold ·                                                  | 575.000  |

### Amigos
| Land/Region                  | Auszeichnungen für Musikverkäufe (Land/Region, Auszeichnung, Verkäufe) | Verkäufe |
| ---------------------------- | ---------------------------------------------------------------------- | -------- |
| Frankreich (SNEP)            | 2× Gold                                                                | 200.000  |
| Kanada (MC)                  | Gold                                                                   | 50.000   |
| Vereinigte Staaten (RIAA)    | Gold                                                                   | 500.000  |
| Vereinigtes Königreich (BPI) | Silber                                                                 | 80.000   |
| Insgesamt                    | 1× Silber · 4× Gold ·                                                  | 830.000  |

### Festival
| Land/Region                  | Auszeichnungen für Musikverkäufe (Land/Region, Auszeichnung, Verkäufe) | Verkäufe |
| ---------------------------- | ---------------------------------------------------------------------- | -------- |
| Frankreich (SNEP)            | Gold                                                                   | 100.000  |
| Vereinigte Staaten (RIAA)    | Gold                                                                   | 500.000  |
| Vereinigtes Königreich (BPI) | Silber                                                                 | 75.000   |
| Insgesamt                    | 1× Silber · 2× Gold ·                                                  | 675.000  |

### Moonflower
| Land/Region                  | Auszeichnungen für Musikverkäufe (Land/Region, Auszeichnung, Verkäufe) | Verkäufe  |
| ---------------------------- | ---------------------------------------------------------------------- | --------- |
| Deutschland (BVMI)           | Gold                                                                   | 250.000   |
| Frankreich (SNEP)            | Platin                                                                 | 300.000   |
| Hongkong (IFPI/HKRIA)        | Gold                                                                   | 10.000    |
| Neuseeland (RMNZ)            | Platin                                                                 | 20.000    |
| Niederlande (NVPI)           | Platin                                                                 | 100.000   |
| Vereinigte Staaten (RIAA)    | 2× Platin                                                              | 2.000.000 |
| Vereinigtes Königreich (BPI) | Gold                                                                   | 150.000   |
| Insgesamt                    | 3× Gold · 5× Platin ·                                                  | 2.830.000 |

### Inner Secrets
| Land/Region                  | Auszeichnungen für Musikverkäufe (Land/Region, Auszeichnung, Verkäufe) | Verkäufe |
| ---------------------------- | ---------------------------------------------------------------------- | -------- |
| Frankreich (SNEP)            | Gold                                                                   | 100.000  |
| Kanada (MC)                  | Gold                                                                   | 50.000   |
| Neuseeland (RMNZ)            | Gold                                                                   | 10.000   |
| Vereinigte Staaten (RIAA)    | Gold                                                                   | 500.000  |
| Vereinigtes Königreich (BPI) | Gold                                                                   | 100.000  |
| Insgesamt                    | 5× Gold ·                                                              | 760.000  |

### Marathon
| Land/Region                  | Auszeichnungen für Musikverkäufe (Land/Region, Auszeichnung, Verkäufe) | Verkäufe |
| ---------------------------- | ---------------------------------------------------------------------- | -------- |
| Frankreich (SNEP)            | Gold                                                                   | 100.000  |
| Vereinigte Staaten (RIAA)    | Gold                                                                   | 500.000  |
| Vereinigtes Königreich (BPI) | Silber                                                                 | 60.000   |
| Insgesamt                    | 1× Silber · 2× Gold ·                                                  | 660.000  |

### Zebop!
| Land/Region               | Auszeichnungen für Musikverkäufe (Land/Region, Auszeichnung, Verkäufe) | Verkäufe  |
| ------------------------- | ---------------------------------------------------------------------- | --------- |
| Frankreich (SNEP)         | Gold                                                                   | 100.000   |
| Vereinigte Staaten (RIAA) | Platin                                                                 | 1.000.000 |
| Insgesamt                 | 1× Gold · 1× Platin ·                                                  | 1.100.000 |

### Shangó
| Land/Region               | Auszeichnungen für Musikverkäufe (Land/Region, Auszeichnung, Verkäufe) | Verkäufe |
| ------------------------- | ---------------------------------------------------------------------- | -------- |
| Vereinigte Staaten (RIAA) | Gold                                                                   | 500.000  |
| Insgesamt                 | 1× Gold ·                                                              | 500.000  |

### 25 Hits
| Land/Region       | Auszeichnungen für Musikverkäufe (Land/Region, Auszeichnung, Verkäufe) | Verkäufe |
| ----------------- | ---------------------------------------------------------------------- | -------- |
| Frankreich (SNEP) | Gold                                                                   | 100.000  |
| Insgesamt         | 1× Gold ·                                                              | 100.000  |

### Viva! Santana – The Very Best
| Land/Region                  | Auszeichnungen für Musikverkäufe (Land/Region, Auszeichnung, Verkäufe) | Verkäufe |
| ---------------------------- | ---------------------------------------------------------------------- | -------- |
| Vereinigtes Königreich (BPI) | Gold                                                                   | 100.000  |
| Insgesamt                    | 1× Gold ·                                                              | 100.000  |

### Black Magic Woman: Best of Santana
| Land/Region                  | Auszeichnungen für Musikverkäufe (Land/Region, Auszeichnung, Verkäufe) | Verkäufe |
| ---------------------------- | ---------------------------------------------------------------------- | -------- |
| Vereinigtes Königreich (BPI) | Gold                                                                   | 100.000  |
| Insgesamt                    | 1× Gold ·                                                              | 100.000  |

### Viva Santana!
| Land/Region               | Auszeichnungen für Musikverkäufe (Land/Region, Auszeichnung, Verkäufe) | Verkäufe |
| ------------------------- | ---------------------------------------------------------------------- | -------- |
| Vereinigte Staaten (RIAA) | Gold                                                                   | 500.000  |
| Insgesamt                 | 1× Gold ·                                                              | 500.000  |

### The Best of Santana (1991)
| Land/Region                  | Auszeichnungen für Musikverkäufe (Land/Region, Auszeichnung, Verkäufe) | Verkäufe |
| ---------------------------- | ---------------------------------------------------------------------- | -------- |
| Neuseeland (RMNZ)            | Platin                                                                 | 15.000   |
| Vereinigtes Königreich (BPI) | Gold                                                                   | 100.000  |
| Insgesamt                    | 1× Gold · 1× Platin ·                                                  | 115.000  |

### Sacred Fire: Live in South America
| Land/Region         | Auszeichnungen für Musikverkäufe (Land/Region, Auszeichnung, Verkäufe) | Verkäufe |
| ------------------- | ---------------------------------------------------------------------- | -------- |
| Argentinien (CAPIF) | Gold                                                                   | 30.000   |
| Insgesamt           | 1× Gold ·                                                              | 30.000   |

### Summer Dreams – The Best Ballads of Santana
| Land/Region     | Auszeichnungen für Musikverkäufe (Land/Region, Auszeichnung, Verkäufe) | Verkäufe |
| --------------- | ---------------------------------------------------------------------- | -------- |
| Norwegen (IFPI) | Gold                                                                   | 25.000   |
| Insgesamt       | 1× Gold ·                                                              | 25.000   |

### Ultimate Collection
| Land/Region                  | Auszeichnungen für Musikverkäufe (Land/Region, Auszeichnung, Verkäufe) | Verkäufe |
| ---------------------------- | ---------------------------------------------------------------------- | -------- |
| Finnland (IFPI)              | Gold                                                                   | 24.276   |
| Frankreich (SNEP)            | 2× Gold                                                                | 200.000  |
| Niederlande (NVPI)           | Platin                                                                 | 80.000   |
| Schweiz (IFPI)               | Gold                                                                   | 25.000   |
| Spanien (Promusicae)         | Gold                                                                   | 50.000   |
| Vereinigtes Königreich (BPI) | Gold                                                                   | 100.000  |
| Insgesamt                    | 6× Gold · 1× Platin ·                                                  | 479.276  |

### The Best of Santana (1998)
| Land/Region               | Auszeichnungen für Musikverkäufe (Land/Region, Auszeichnung, Verkäufe) | Verkäufe  |
| ------------------------- | ---------------------------------------------------------------------- | --------- |
| Vereinigte Staaten (RIAA) | Platin                                                                 | 1.000.000 |
| Insgesamt                 | 1× Platin ·                                                            | 1.000.000 |

### Supernatural
| Land/Region                  | Auszeichnungen für Musikverkäufe (Land/Region, Auszeichnung, Verkäufe) | Verkäufe    |
| ---------------------------- | ---------------------------------------------------------------------- | ----------- |
| Argentinien (CAPIF)          | 2× Platin                                                              | 120.000     |
| Australien (ARIA)            | 4× Platin                                                              | 280.000     |
| Belgien (BRMA)               | 2× Platin                                                              | (100.000)   |
| Brasilien (PMB)              | Platin                                                                 | 250.000     |
| Deutschland (BVMI)           | 2× Platin                                                              | (1.000.000) |
| Europa (IFPI)                | 6× Platin                                                              | 6.000.000   |
| Finnland (IFPI)              | Platin                                                                 | (50.291)    |
| Frankreich (SNEP)            | 2× Platin                                                              | (600.000)   |
| Griechenland (IFPI)          | Gold                                                                   | (15.000)    |
| Italien (FIMI)               | Gold                                                                   | (25.000)    |
| Japan (RIAJ)                 | Platin                                                                 | 200.000     |
| Kanada (MC)                  | Diamant                                                                | 1.000.000   |
| Mexiko (AMPROFON)            | 2× Platin                                                              | 300.000     |
| Neuseeland (RMNZ)            | 4× Platin                                                              | 60.000      |
| Niederlande (NVPI)           | 2× Platin                                                              | (160.000)   |
| Österreich (IFPI)            | 2× Platin                                                              | (100.000)   |
| Polen (ZPAV)                 | Platin                                                                 | (100.000)   |
| Schweden (IFPI)              | Platin                                                                 | (80.000)    |
| Schweiz (IFPI)               | 4× Platin                                                              | (200.000)   |
| Spanien (Promusicae)         | 3× Platin                                                              | (300.000)   |
| Ungarn (MAHASZ)              | Gold                                                                   | (25.000)    |
| Vereinigte Staaten (RIAA)    | 15× Platin                                                             | 15.000.000  |
| Vereinigtes Königreich (BPI) | 3× Platin                                                              | (984.000)   |
| Insgesamt                    | 3× Gold · 48× Platin · 2× Diamant ·                                    | 23.250.000  |

### The Essential Santana
| Land/Region               | Auszeichnungen für Musikverkäufe (Land/Region, Auszeichnung, Verkäufe) | Verkäufe |
| ------------------------- | ---------------------------------------------------------------------- | -------- |
| Vereinigte Staaten (RIAA) | Gold                                                                   | 500.000  |
| Insgesamt                 | 1× Gold ·                                                              | 500.000  |

### Shaman
| Land/Region                  | Auszeichnungen für Musikverkäufe (Land/Region, Auszeichnung, Verkäufe) | Verkäufe    |
| ---------------------------- | ---------------------------------------------------------------------- | ----------- |
| Argentinien (CAPIF)          | Gold                                                                   | 20.000      |
| Australien (ARIA)            | Platin                                                                 | 70.000      |
| Belgien (BRMA)               | Gold                                                                   | 25.000      |
| Brasilien (PMB)              | Platin                                                                 | 125.000     |
| Deutschland (BVMI)           | Platin                                                                 | 300.000     |
| Europa (IFPI)                | Platin                                                                 | (1.000.000) |
| Finnland (IFPI)              | Gold                                                                   | 15.811      |
| Frankreich (SNEP)            | 2× Gold                                                                | 200.000     |
| Griechenland (IFPI)          | Gold                                                                   | 10.000      |
| Japan (RIAJ)                 | Gold                                                                   | 100.000     |
| Mexiko (AMPROFON)            | Gold                                                                   | 75.000      |
| Neuseeland (RMNZ)            | Platin                                                                 | 15.000      |
| Niederlande (NVPI)           | Gold                                                                   | 40.000      |
| Norwegen (IFPI)              | Gold                                                                   | 25.000      |
| Österreich (IFPI)            | Platin                                                                 | 40.000      |
| Polen (ZPAV)                 | Platin                                                                 | 40.000      |
| Schweden (IFPI)              | Gold                                                                   | 30.000      |
| Schweiz (IFPI)               | 2× Platin                                                              | 80.000      |
| Spanien (Promusicae)         | Platin                                                                 | 100.000     |
| Ungarn (MAHASZ)              | Gold                                                                   | 10.000      |
| Vereinigte Staaten (RIAA)    | 2× Platin                                                              | 2.000.000   |
| Vereinigtes Königreich (BPI) | Gold                                                                   | 100.000     |
| Insgesamt                    | 13× Gold · 12× Platin ·                                                | 3.420.811   |

### Definitive Collection
| Land/Region        | Auszeichnungen für Musikverkäufe (Land/Region, Auszeichnung, Verkäufe) | Verkäufe |
| ------------------ | ---------------------------------------------------------------------- | -------- |
| Niederlande (NVPI) | Gold                                                                   | 50.000   |
| Insgesamt          | 1× Gold ·                                                              | 50.000   |

### All That I Am
| Land/Region               | Auszeichnungen für Musikverkäufe (Land/Region, Auszeichnung, Verkäufe) | Verkäufe |
| ------------------------- | ---------------------------------------------------------------------- | -------- |
| Japan (RIAJ)              | Gold                                                                   | 100.000  |
| Neuseeland (RMNZ)         | Platin                                                                 | 15.000   |
| Österreich (IFPI)         | Gold                                                                   | 15.000   |
| Russland (NFPF)           | Gold                                                                   | 10.000   |
| Schweiz (IFPI)            | Gold                                                                   | 20.000   |
| Ungarn (MAHASZ)           | Gold                                                                   | 5.000    |
| Vereinigte Staaten (RIAA) | Gold                                                                   | 500.000  |
| Insgesamt                 | 6× Gold · 1× Platin ·                                                  | 665.000  |

### Ultimate Santana
| Land/Region                  | Auszeichnungen für Musikverkäufe (Land/Region, Auszeichnung, Verkäufe) | Verkäufe |
| ---------------------------- | ---------------------------------------------------------------------- | -------- |
| Australien (ARIA)            | 2× Platin                                                              | 140.000  |
| Belgien (BRMA)               | Gold                                                                   | 15.000   |
| Deutschland (BVMI)           | Gold                                                                   | 100.000  |
| Neuseeland (RMNZ)            | 2× Platin                                                              | 30.000   |
| Polen (ZPAV)                 | Gold                                                                   | 10.000   |
| Russland (NFPF)              | Gold                                                                   | 10.000   |
| Ungarn (MAHASZ)              | Platin                                                                 | 6.000    |
| Vereinigte Staaten (RIAA)    | Gold                                                                   | 500.000  |
| Vereinigtes Königreich (BPI) | Gold                                                                   | 100.000  |
| Insgesamt                    | 6× Gold · 5× Platin ·                                                  | 911.000  |

### Guitar Heaven – The Greatest Guitar Classics of All Time
| Land/Region       | Auszeichnungen für Musikverkäufe (Land/Region, Auszeichnung, Verkäufe) | Verkäufe |
| ----------------- | ---------------------------------------------------------------------- | -------- |
| Australien (ARIA) | Gold                                                                   | 35.000   |
| Frankreich (SNEP) | Gold                                                                   | 50.000   |
| Italien (FIMI)    | Gold                                                                   | 30.000   |
| Mexiko (AMPROFON) | Gold                                                                   | 30.000   |
| Neuseeland (RMNZ) | Gold                                                                   | 7.500    |
| Polen (ZPAV)      | Platin                                                                 | 20.000   |
| Portugal (AFP)    | Platin                                                                 | 20.000   |
| Ungarn (MAHASZ)   | Gold                                                                   | 3.000    |
| Insgesamt         | 6× Gold · 2× Platin ·                                                  | 195.500  |

### The Very Best Of
| Land/Region                  | Auszeichnungen für Musikverkäufe (Land/Region, Auszeichnung, Verkäufe) | Verkäufe |
| ---------------------------- | ---------------------------------------------------------------------- | -------- |
| Vereinigtes Königreich (BPI) | Silber                                                                 | 60.000   |
| Insgesamt                    | 1× Silber ·                                                            | 60.000   |

### Corazón
| Land/Region               | Auszeichnungen für Musikverkäufe (Land/Region, Auszeichnung, Verkäufe) | Verkäufe |
| ------------------------- | ---------------------------------------------------------------------- | -------- |
| Mexiko (AMPROFON)         | Gold                                                                   | 30.000   |
| Vereinigte Staaten (RIAA) | 2× Platin                                                              | 120.000  |
| Insgesamt                 | 1× Gold · 2× Platin ·                                                  | 150.000  |

## Auszeichnungen nach Singles

### Black Magic Woman
| Land/Region                  | Auszeichnungen für Musikverkäufe (Land/Region, Auszeichnung, Verkäufe) | Verkäufe |
| ---------------------------- | ---------------------------------------------------------------------- | -------- |
| Neuseeland (RMNZ)            | Platin                                                                 | 30.000   |
| Vereinigtes Königreich (BPI) | Silber                                                                 | 200.000  |
| Insgesamt                    | 1× Silber · 1× Platin ·                                                | 230.000  |

### Smooth
| Land/Region                  | Auszeichnungen für Musikverkäufe (Land/Region, Auszeichnung, Verkäufe) | Verkäufe  |
| ---------------------------- | ---------------------------------------------------------------------- | --------- |
| Australien (ARIA)            | 2× Platin                                                              | 140.000   |
| Neuseeland (RMNZ)            | 2× Platin                                                              | 60.000    |
| Vereinigte Staaten (RIAA)    | Platin (Physisch) · + Gold (Digital)                                   | 1.500.000 |
| Vereinigtes Königreich (BPI) | Platin                                                                 | 600.000   |
| Insgesamt                    | 1× Gold · 6× Platin ·                                                  | 2.300.000 |

### Maria Maria
| Land/Region                  | Auszeichnungen für Musikverkäufe (Land/Region, Auszeichnung, Verkäufe) | Verkäufe  |
| ---------------------------- | ---------------------------------------------------------------------- | --------- |
| Belgien (BRMA)               | Platin                                                                 | 50.000    |
| Dänemark (IFPI)              | Gold                                                                   | 45.000    |
| Deutschland (BVMI)           | Platin                                                                 | 500.000   |
| Frankreich (SNEP)            | Platin                                                                 | 500.000   |
| Italien (FIMI)               | Gold                                                                   | 50.000    |
| Neuseeland (RMNZ)            | 2× Platin                                                              | 60.000    |
| Niederlande (NVPI)           | Gold                                                                   | 40.000    |
| Schweden (IFPI)              | Gold                                                                   | 15.000    |
| Schweiz (IFPI)               | Platin                                                                 | 50.000    |
| Vereinigte Staaten (RIAA)    | Platin                                                                 | 1.300.000 |
| Vereinigtes Königreich (BPI) | Platin                                                                 | 600.000   |
| Insgesamt                    | 4× Gold · 8× Platin ·                                                  | 3.210.000 |

### Corazón espinado
| Land/Region          | Auszeichnungen für Musikverkäufe (Land/Region, Auszeichnung, Verkäufe) | Verkäufe |
| -------------------- | ---------------------------------------------------------------------- | -------- |
| Spanien (Promusicae) | Gold                                                                   | 30.000   |
| Insgesamt            | 1× Gold ·                                                              | 30.000   |

### The Game of Love
| Land/Region       | Auszeichnungen für Musikverkäufe (Land/Region, Auszeichnung, Verkäufe) | Verkäufe |
| ----------------- | ---------------------------------------------------------------------- | -------- |
| Australien (ARIA) | Gold                                                                   | 35.000   |
| Neuseeland (RMNZ) | Gold                                                                   | 15.000   |
| Insgesamt         | 2× Gold ·                                                              | 50.000   |

### Nothing at All (Videosingle)
| Land/Region               | Auszeichnungen für Musikverkäufe (Land/Region, Auszeichnung, Verkäufe) | Verkäufe |
| ------------------------- | ---------------------------------------------------------------------- | -------- |
| Vereinigte Staaten (RIAA) | Gold                                                                   | 25.000   |
| Insgesamt                 | 1× Gold ·                                                              | 25.000   |

### Son’s Gonna Rise
| Land/Region               | Auszeichnungen für Musikverkäufe (Land/Region, Auszeichnung, Verkäufe) | Verkäufe |
| ------------------------- | ---------------------------------------------------------------------- | -------- |
| Vereinigte Staaten (RIAA) | Gold                                                                   | 500.000  |
| Insgesamt                 | 1× Gold ·                                                              | 500.000  |

### Into the Night
| Land/Region               | Auszeichnungen für Musikverkäufe (Land/Region, Auszeichnung, Verkäufe) | Verkäufe  |
| ------------------------- | ---------------------------------------------------------------------- | --------- |
| Australien (ARIA)         | Gold                                                                   | 35.000    |
| Neuseeland (RMNZ)         | Gold                                                                   | 15.000    |
| Vereinigte Staaten (RIAA) | Platin                                                                 | 1.000.000 |
| Insgesamt                 | 2× Gold · 1× Platin ·                                                  | 1.050.000 |

## Auszeichnungen nach Liedern

### Necio
| Land/Region               | Auszeichnungen für Musikverkäufe (Land/Region, Auszeichnung, Verkäufe) | Verkäufe |
| ------------------------- | ---------------------------------------------------------------------- | -------- |
| Spanien (Promusicae)      | Platin                                                                 | 60.000   |
| Vereinigte Staaten (RIAA) | 3× Platin                                                              | 180.000  |
| Insgesamt                 | 4× Platin ·                                                            | 240.000  |

## Auszeichnungen nach Autorenbeteiligungen

### Wild Thoughts(DJ Khaled)
| Land/Region                  | Auszeichnungen für Musikverkäufe (Land/Region, Auszeichnung, Verkäufe) | Verkäufe   |
| ---------------------------- | ---------------------------------------------------------------------- | ---------- |
| Australien (ARIA)            | 7× Platin                                                              | 490.000    |
| Belgien (BRMA)               | Platin                                                                 | 30.000     |
| Brasilien (PMB)              | Diamant                                                                | 160.000    |
| Dänemark (IFPI)              | 2× Platin                                                              | 180.000    |
| Deutschland (BVMI)           | 3× Gold                                                                | 600.000    |
| Frankreich (SNEP)            | Diamant                                                                | 233.333    |
| Italien (FIMI)               | 2× Platin                                                              | 100.000    |
| Kanada (MC)                  | 5× Platin                                                              | 400.000    |
| Mexiko (AMPROFON)            | 3× Gold                                                                | 90.000     |
| Neuseeland (RMNZ)            | 5× Platin                                                              | 150.000    |
| Österreich (IFPI)            | Gold                                                                   | 15.000     |
| Polen (ZPAV)                 | 3× Platin                                                              | 60.000     |
| Portugal (AFP)               | 2× Platin                                                              | 20.000     |
| Schweden (IFPI)              | 3× Platin                                                              | 120.000    |
| Schweiz (IFPI)               | Platin                                                                 | 20.000     |
| Spanien (Promusicae)         | Platin                                                                 | 40.000     |
| Vereinigte Staaten (RIAA)    | 6× Platin                                                              | 6.000.000  |
| Vereinigtes Königreich (BPI) | 3× Platin                                                              | 1.800.000  |
| Insgesamt                    | 3× Gold · 43× Platin · 2× Diamant ·                                    | 10.508.333 |

## Auszeichnungen nach Videoalben

### Viva Santana!
| Land/Region               | Auszeichnungen für Musikverkäufe (Land/Region, Auszeichnung, Verkäufe) | Verkäufe |
| ------------------------- | ---------------------------------------------------------------------- | -------- |
| Vereinigte Staaten (RIAA) | Gold                                                                   | 50.000   |
| Insgesamt                 | 1× Gold ·                                                              | 50.000   |

### Sacred Fire
| Land/Region               | Auszeichnungen für Musikverkäufe (Land/Region, Auszeichnung, Verkäufe) | Verkäufe |
| ------------------------- | ---------------------------------------------------------------------- | -------- |
| Argentinien (CAPIF)       | Platin                                                                 | 8.000    |
| Vereinigte Staaten (RIAA) | Platin                                                                 | 100.000  |
| Insgesamt                 | 2× Platin ·                                                            | 108.000  |

### Supernatural Live
| Land/Region               | Auszeichnungen für Musikverkäufe (Land/Region, Auszeichnung, Verkäufe) | Verkäufe |
| ------------------------- | ---------------------------------------------------------------------- | -------- |
| Australien (ARIA)         | 6× Platin                                                              | 90.000   |
| Frankreich (SNEP)         | 2× Platin                                                              | 40.000   |
| Polen (ZPAV)              | Gold                                                                   | 5.000    |
| Portugal (AFP)            | Gold                                                                   | 4.000    |
| Vereinigte Staaten (RIAA) | 3× Platin                                                              | 300.000  |
| Insgesamt                 | 2× Gold · 11× Platin ·                                                 | 409.000  |

### A & E Live by Request
| Land/Region               | Auszeichnungen für Musikverkäufe (Land/Region, Auszeichnung, Verkäufe) | Verkäufe |
| ------------------------- | ---------------------------------------------------------------------- | -------- |
| Australien (ARIA)         | 2× Platin                                                              | 30.000   |
| Vereinigte Staaten (RIAA) | Platin                                                                 | 100.000  |
| Insgesamt                 | 3× Platin ·                                                            | 130.000  |

### Blues at Montreux (Boxset)
| Land/Region               | Auszeichnungen für Musikverkäufe (Land/Region, Auszeichnung, Verkäufe) | Verkäufe |
| ------------------------- | ---------------------------------------------------------------------- | -------- |
| Kanada (MC)               | Gold                                                                   | 5.000    |
| Vereinigte Staaten (RIAA) | Gold                                                                   | 50.000   |
| Insgesamt                 | 2× Gold ·                                                              | 55.000   |

### Hymns for Peace
| Land/Region | Auszeichnungen für Musikverkäufe (Land/Region, Auszeichnung, Verkäufe) | Verkäufe |
| ----------- | ---------------------------------------------------------------------- | -------- |
| Kanada (MC) | Gold                                                                   | 5.000    |
| Insgesamt   | 1× Gold ·                                                              | 5.000    |

### Greatest Hits – Live at Montreux 2011
| Land/Region               | Auszeichnungen für Musikverkäufe (Land/Region, Auszeichnung, Verkäufe) | Verkäufe |
| ------------------------- | ---------------------------------------------------------------------- | -------- |
| Vereinigte Staaten (RIAA) | Gold                                                                   | 50.000   |
| Insgesamt                 | 1× Gold ·                                                              | 50.000   |

## Statistik und Quellen
| Land/RegionAuszeichnungen für Musikverkäufe (Land/Region, Auszeichnungen, Verkäufe, Quellen) | Silber     | Gold         | Platin         | Diamant     | Verkäufe    | Quellen                                                                               |
| -------------------------------------------------------------------------------------------- | ---------- | ------------ | -------------- | ----------- | ----------- | ------------------------------------------------------------------------------------- |
| Argentinien (CAPIF)                                                                          | —          | 2× Gold2     | 3× Platin3     | —           | 178.000     | capif.org.ar AR2 AR3                                                                  |
| Australien (ARIA)                                                                            | —          | 3× Gold3     | 24× Platin24   | —           | 1.345.000   | aria.com.au                                                                           |
| Belgien (BRMA)                                                                               | —          | 2× Gold2     | 4× Platin4     | —           | 220.000     | ultratop.be                                                                           |
| Brasilien (PMB)                                                                              | —          | —            | 2× Platin2     | Diamant1    | 535.000     | pro-musicabr.org.br                                                                   |
| Dänemark (IFPI)                                                                              | —          | Gold1        | 2× Platin2     | —           | 225.000     | ifpi.dk                                                                               |
| Deutschland (BVMI)                                                                           | —          | 4× Gold4     | 6× Platin6     | —           | 3.500.000   | musikindustrie.de                                                                     |
| Europa (IFPI)                                                                                | —          | —            | 7× Platin7     | —           | (7.000.000) | ifpi.org (Memento vom 1. Januar 2014 im Internet Archive)                             |
| Finnland (IFPI)                                                                              | —          | 2× Gold2     | Platin1        | —           | 90.378      | ifpi.fi                                                                               |
| Frankreich (SNEP)                                                                            | —          | 15× Gold15   | 8× Platin8     | Diamant1    | 3.323.333   | infodisc.fr snepmusique.com                                                           |
| Griechenland (IFPI)                                                                          | —          | 2× Gold2     | —              | —           | 30.000      | Einzelnachweise                                                                       |
| Hongkong (IFPI/HKRIA)                                                                        | —          | Gold1        | —              | —           | 10.000      | ifpihk.org                                                                            |
| Italien (FIMI)                                                                               | —          | 3× Gold3     | 2× Platin2     | —           | 205.000     | fimi.it                                                                               |
| Japan (RIAJ)                                                                                 | —          | 2× Gold2     | Platin1        | —           | 400.000     | riaj.or.jp                                                                            |
| Kanada (MC)                                                                                  | —          | 6× Gold6     | 9× Platin9     | Diamant1    | 2.010.000   | musiccanada.com                                                                       |
| Mexiko (AMPROFON)                                                                            | —          | 4× Gold4     | 3× Platin3     | —           | 525.000     | amprofon.com.mx                                                                       |
| Neuseeland (RMNZ)                                                                            | —          | 4× Gold4     | 20× Platin20   | —           | 487.500     | aotearoamusiccharts.co.nz NZ2 (Memento vom 24. Juli 2011 im Internet Archive) NZ3 NZ4 |
| Niederlande (NVPI)                                                                           | —          | 3× Gold3     | 4× Platin4     | —           | 470.000     | nvpi.nl                                                                               |
| Norwegen (IFPI)                                                                              | —          | 2× Gold2     | —              | —           | 75.000      | ifpi.no (Memento vom 5. November 2012 im Internet Archive)                            |
| Österreich (IFPI)                                                                            | —          | 2× Gold2     | 3× Platin3     | —           | 170.000     | ifpi.at                                                                               |
| Polen (ZPAV)                                                                                 | —          | 2× Gold2     | 6× Platin6     | —           | 235.000     | olis.pl                                                                               |
| Portugal (AFP)                                                                               | —          | Gold1        | 3× Platin3     | —           | 44.000      | Einzelnachweise                                                                       |
| Russland (NFPF)                                                                              | —          | 2× Gold2     | —              | —           | 20.000      | 2m-online.ru                                                                          |
| Schweden (IFPI)                                                                              | —          | 2× Gold2     | 4× Platin4     | —           | 245.000     | sverigetopplistan.se                                                                  |
| Schweiz (IFPI)                                                                               | —          | 2× Gold2     | 8× Platin8     | —           | 395.000     | hitparade.ch                                                                          |
| Spanien (Promusicae)                                                                         | —          | 2× Gold2     | 6× Platin6     | —           | 480.000     | elportaldemusica.es                                                                   |
| Ungarn (MAHASZ)                                                                              | —          | 4× Gold4     | Platin1        | —           | 49.000      | slagerlistak.hu                                                                       |
| Vereinigte Staaten (RIAA)                                                                    | —          | 18× Gold18   | 48× Platin48   | Diamant1    | 56.275.000  | riaa.com                                                                              |
| Vereinigtes Königreich (BPI)                                                                 | 7× Silber7 | 10× Gold10   | 8× Platin8     | —           | 5.764.000   | bpi.co.uk                                                                             |
| Insgesamt                                                                                    | 7× Silber7 | 101× Gold101 | 183× Platin183 | 4× Diamant4 |             |                                                                                       |